# Musica da ballo
Con l'espressione musica da ballo ci si riferisce ad una vasta categoria di musiche composte appositamente per facilitare ed accompagnare il ballo. Il legame tra musica e danza risale a tempi antichissimi ed è attestato anche dalla presenza di antiche ceramiche greche, che riportano danzatori accompagnati da musicisti. Tra le più antiche musiche da ballo occidentali, che oggi siamo in grado di riprodurre con un certo margine di esattezza, vi sono alcune danze medioevali.
La danza popolare moderna nasce inizialmente nel tardo XVIII secolo, per diffondersi successivamente nelle sale da ballo. Sul finire del XIX secolo le sale da ballo divennero popolari presso la classe proletaria che ben presto si trasformarono nelle prime balere. Le sale da ballo divennero enormemente popolari negli USA durante gli anni venti, per poi sfociare nell'era dello swing degli anni trenta. Negli anni cinquanta, la musica da ballo più popolare fu il Rock and roll, a cui succedettero il Soul ed il R&B negli anni sessanta. La nascita delle discoteche negli anni settanta rese celebre la Disco music, che a sua volta, lasciò lo scettro della musica da ballo più popolare a nuove forme di musica da ballo che utilizzavano in gran parte strumentazioni elettroniche. La electronic dance music, nelle sue varie forme, è ancora oggi lo stile di musica popolare più suonata in discoteche, stazioni radio, spettacoli e rave di musica da ballo, evolvendo così in numerosissimi sottogeneri.
Il termine equivalente inglese dance music viene spesso utilizzato come sinonimo della electronic dance music.

## Le origini

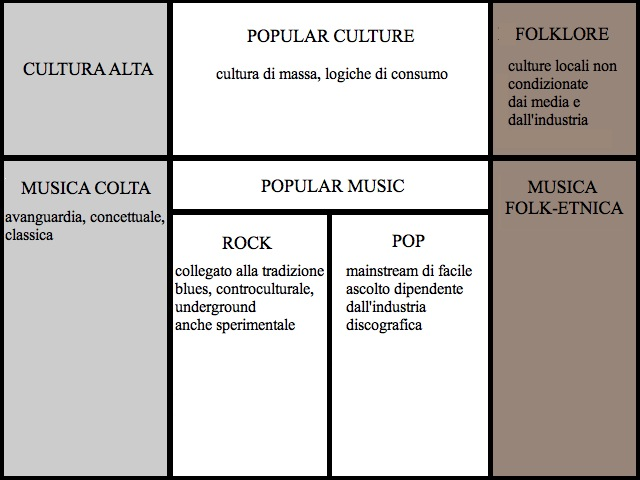
Schema riassuntivo della divisione dei generi musicali non religiosi.

Con il termine musica da ballo folclorica si intende una tipologia di musica nata per accompagnare il ballo tradizionale, ed è generalmente distinta dalla musica da ballo classica o storica e dalla musica da ballo commerciale o popolare. Seguendo lo schema proposto in musicologia da Philip Tagg infatti, la Musica popolare, la musica colta e la musica folclorica (o folklorica), formano un "triangolo assiomatico" in grado di racchiudere i vari generi musicali.
Esempi di musica da ballo folclorica in Italia, possono essere considerati la pizzica o il saltarello. Mentre un esempio statunitense è la old time music suonata per accompagnare i balli square e contra.

## Musica da ballo storica o classica
Se sin dai tempi antichi esistono documentazioni della combinazione tra ballo e musica (come le raffigurazioni di antiche ceramiche greche che raffigurano danzatori e musicisti assieme), è altresì vero che le prime musiche che possiamo riprodurre oggi con una certa esattezza risalgono al periodo medievale ed alle prime forme di annotazione musicale. Fra queste è da ricordare l'Estampie.

## Musica "popular" da ballo

### Le origini: le danze popolari mitteleuropee
Durante il XVII secolo, la nascente classe borghese vede un momento di grande vivacità ed espansione in Europa, sviluppando sempre più una propria specificità culturale. È in questo contesto che nei salotti borghesi vengono popolarizzate danze prima riservate ai circuiti colti ed aristocratici come la musiche e danze da camera del Valzer, della Galop, dalla Quadriglia, della Polka oppure la riscoperta di musiche da ballo di matrice folk come Mazurca, ballo folclorico polacco risalente all'inizio del XVI secolo.
Oltre ai salotti, i luoghi prediletti per le serate danzanti furono i teatri, che avevano spesso orchestre stabili che eseguivano repertori costituiti da ballabili di stile viennese, riproposizione di brani e riduzioni di famosi brani d'opera. Con l'inizio dell'800 i compositori, per utilizzare un termine moderno, sono già dei "liberi professionisti", che producono composizioni anche per "uso domestico".